# 송진웅 (교육인)
송진웅(1961년 1월 6일~ )은 대한민국의 교육학자이자 교수이다. 한국과학교육학회 학회장을 역임하였으며, 현재 서울대학교 물리교육과 교수와 서울대학교 사범대학 교원양성혁신센터장을 맡고 있다.